# 紅八團
紅八團，蘇聯紅軍第八團的簡稱，又名「新疆俄羅斯騎兵第八團」，是蘇聯紅軍的一個機械化加強團，1938年春至1943年間曾經駐軍於中華民國新疆省哈密。
1937年「七七事變」中國與日本爆發全面戰爭後，蘇聯政府和中國國民政府簽訂了《中蘇互不侵犯條約》，支援中國的抗日戰爭。1937年5月，蘇聯駐烏魯木齊總領事格利金·阿布列索夫知會新疆边防督办盛世才，紅八團將「無限期」駐守哈密。另一說法是1938年初，主政新疆的盛世才以哈密地區不安寧、由蘇聯運往中國內地抗日戰場的作戰物資需要保護為由，請求蘇聯政府派軍隊到新疆哈密駐紮。蘇聯政府1938年春派「紅八團」開赴哈密駐紮。哈密是新疆東部大門，紅八團進駐哈密，保衛了盛世才的割據政權，使得國民政府軍不敢輕易西進。
1938年1月，「紅八團」經伊寧到達迪化（今烏魯木齊市），盛世才派出官員陪同蘇軍抵達哈密。由於蘇軍進駐哈密是盛世才與蘇聯政府之間的協議，未經中國國民政府同意，「紅八團」對外保密，統稱「歸化軍騎兵第八團」，以新疆省軍名義出現和對外聯繫。「紅八團」對外稱一個團，實際是一支機械化旅，除騎兵、步兵、摩托兵、工兵、通訊兵、輜重兵以外，還有一個砲兵營，一個坦克連，配備了軍用飛機100餘架，武器裝備包括步槍、機槍、坦克、裝甲車、大砲、高射炮，以及作戰飛機。總兵力達3,000餘人。加上配屬工廠工人及其他行政人員及家屬，共計5,000人左右。土兵以烏孜別克族和塔吉克族較多。
1938年底在哈密縣城附近的泉水地建成「紅八團」軍營，佔地面積430畝，經費由新疆邊防督辦公署支付。
1941年，蘇德戰爭爆發，「紅八團」部分官兵調回蘇聯。1942年，盛世才公開改變政策，反蘇反共，開始倒向國民政府。1943年1月，國民黨成立新疆省黨部，國民政府勢力進入新疆。1943年3月，在國民政府要求下，盛世才正式通知蘇聯軍事顧問團團長瓦西里耶夫，要求「紅八團」撤出新疆，还要求撤走在新疆的地质考察团、苏联顾问、教官、专家、医生等。4月5日，蘇聯當局正式同意「紅八團」撤出新疆，並於5月中旬開始分批撤退。當「紅八團」路經烏魯木齊時，因一些遺留財產問題沒能解決，駐頭屯河不走，使烏魯木齊地區的局勢一度緊張。頭屯河有中蘇合資，蘇聯建造的頭屯河飛機修配廠，1941年春建成，當時對外稱「10號建築」，能年产300架歼击机。修配廠有1,500名蘇聯守軍，配備20輛坦克。9月3日，國民革命軍第十八混成旅開抵哈密，與「紅八團」部分留守人員對峙。1943年10月，雙方終於達成協議，新疆省政府以1000萬元（合200萬元新幣）購買「紅八團」遺留下來的財產，以牛羊等牲畜在中蘇邊境地區交付。10月29日，「紅八團」最後一批官兵200餘人乘汽車撤離哈密，11月4日全部撤離新疆境內。1944年5月，中國以420萬美元買回頭屯河飛機修配廠的全套設備。

## 影響
紅八團進駐中國新疆哈密，是蘇聯在新疆影響力的一個標幟。蘇軍駐守哈密的動機可能有四點：
1. 預防日本從內蒙發動突襲進入新疆
2. 限制甚至排除南京國民政府對新疆的影響
3. 防止中國甘肅、寧夏、青海等地的馬家軍進入新疆
4. 防止新疆回民對蘇聯代理人盛世才的進一步反抗